# ويليام كيد (موزع)
ويليام كيد (بالإنجليزية: William Cade)‏ هو موزع أسترالي، ولد في 30 يونيو 1883، وتوفي في 4 أغسطس 1957.

## وصلات خارجية
- ويليام كيد على موقع ميوزك برينز (الإنجليزية)